# Freminaevia
Freminaevia es un género de hongos en la familia Melanconidaceae.